# Laysan
Laysan (in lingua hawaiiana Kauō, "uovo") è una delle Isole Hawaii nordoccidentali; si trova a 930 miglia nautiche (circa 1.600 km) a NE di Honolulu.

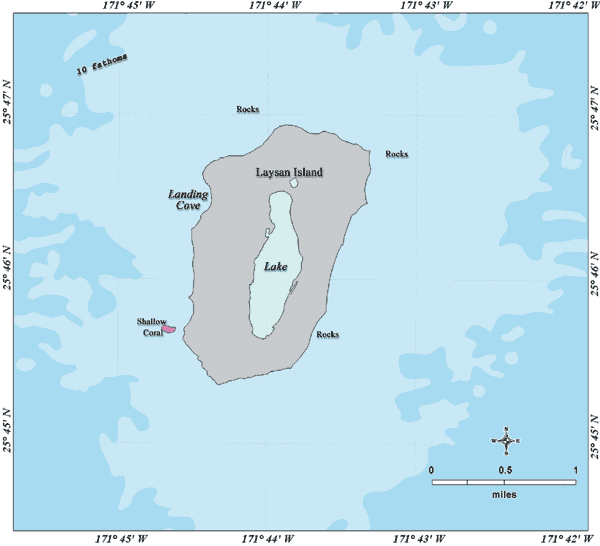
Mappa batimetrica dell'isola

Amministrativamente fa parte dello Stato delle Hawaii (USA) ed è inclusa nel Papahānaumokuākea Marine National Monument, un'area protetta di grande rilevanza ecologica e culturale.

## Geologia

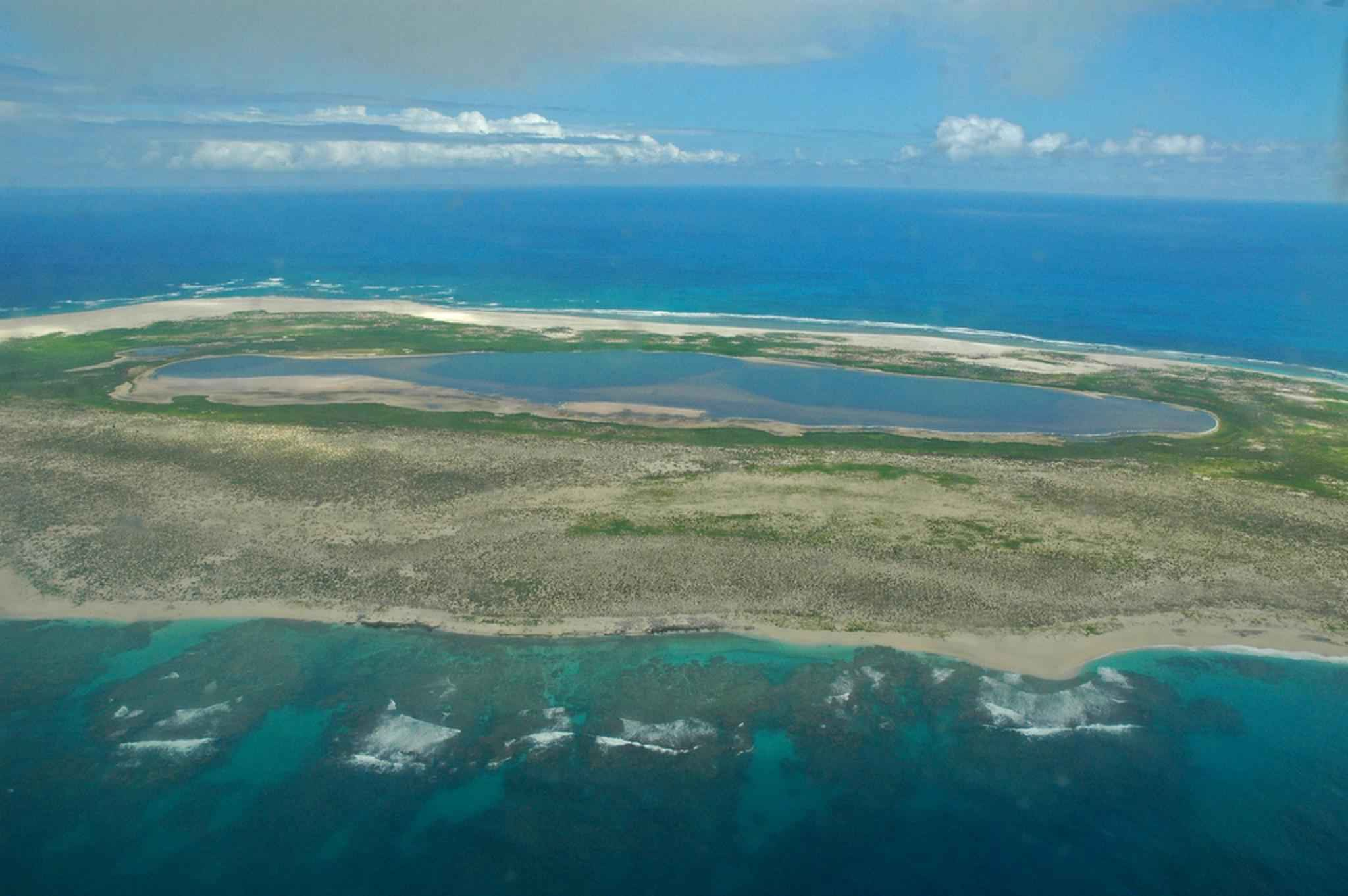
Vista satellitare di Laysan

È formata da una massa di terra di 4,114 km², larga al massimo 2,4 km, con un'elevazione massima di 15 metri sul livello del mare.
Laysan è la seconda singola massa di terra per dimensione delle Isole Hawaii nordoccidentali dopo Sand Island nell'atollo di Midway. Laysan è nato tramite crescita di coralli e sollevamenti geologici. Essendo in passato stata un atollo, la terra circonda un lago salato che si trova circa 2,5 m sopra il livello del mare e la cui salinità è circa tre volte più elevata di quella dell'oceano circostante. Questo lago è uno dei cinque laghi naturali delle Hawaii. Le barriere marginali che circondano l'isola coprono circa 2.97 km2. Il Lago Laysan, il bruno e ipersalino specchio d'acqua che per 0.40 km2 si estende nella parte centrale dell'isola, è variato nella profondità nel corso delle decadi. Negli anni sessanta del 1800 il lago era profondo circa 9.1 m, ma dagli anni venti del 1900 la sua profondità si era abbassata ad appena 0.91-1.52 m, per via degli accumuli di sabbia che sono stati periodicamente spazzati via dalle tempeste. Il miglior modo per trovare acqua fresca su Laysan sta nell'osservare dove i fringuelli di Laysan si abbeverano; l'acqua fresca galleggia sull'acqua più salata e si accumula intorno alla costa. L'isola è circondata da bassifondi corallini e scogliere che formano un habitat ricco di biodiversità marina, tra cui i Neva Shoals, che si estendono per circa 300 km².

## Storia
Il nome hawaiano dell'atollo di Laysan, Kauō, significa uovo e fa riferimento sia alla forma dell'isola che alla grande varietà di forme di vita che ivi si trovano.
L'isola venne scoperta dal capitano George Vancouver, nel 1793. Durante il XIX secolo, Laysan fu sfruttata per la raccolta di guano, attività che alterò significativamente l'ecosistema dell'isola.
Nel 1909, Laysan fu dichiarata Hawaiian Islands Bird Reservation e fu protetta per favorire la conservazione degli uccelli marini. Successivamente, nel 2006, è stata inclusa nel Papahānaumokuākea Marine National Monument.

## L'impatto con l'uomo

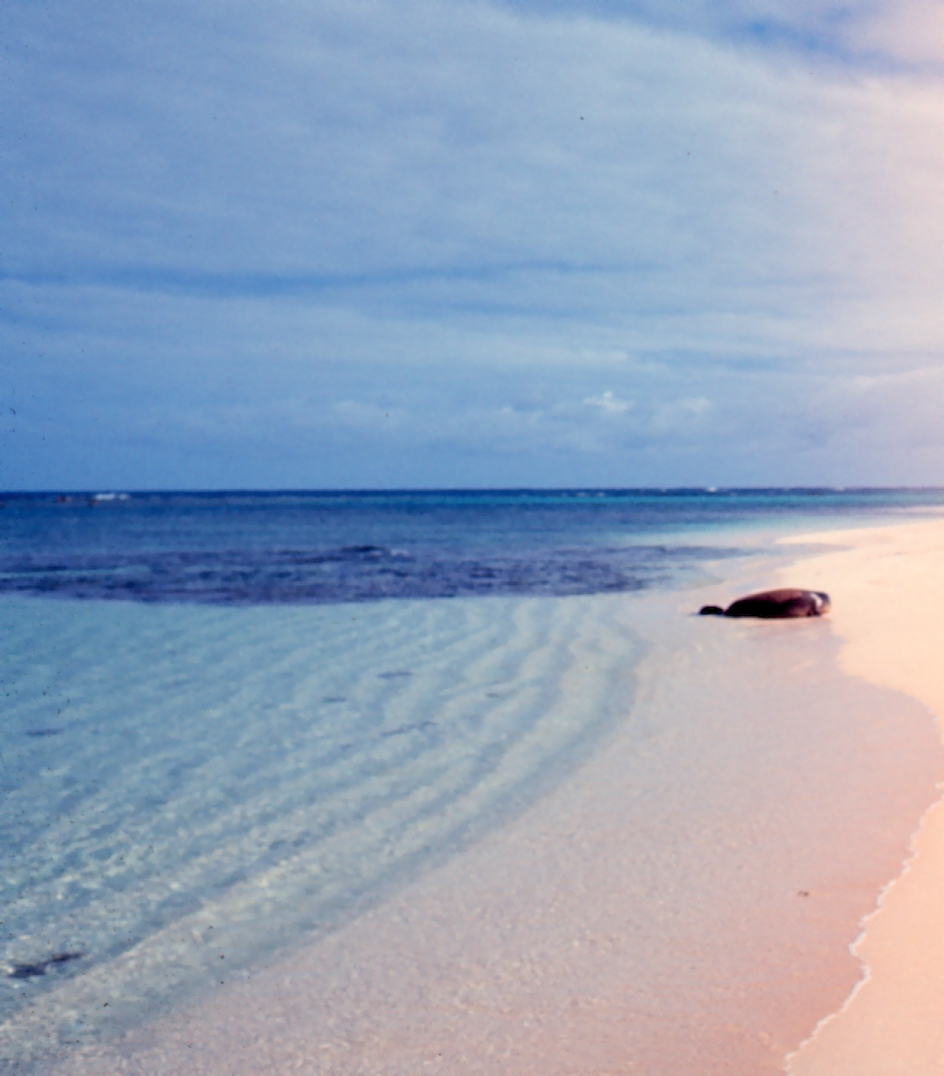
foca monaca di Laysan sulla spiaggia

L'isola è nota in tutto il mondo per la ricchezza della fauna aviaria: le prime spedizioni esplorative sull'isola stimavano la popolazione di uccelli in centinaia di migliaia, od anche in milioni: durante il XIX secolo, però, l'ecosistema dell'isola fu completamente distrutto dalla raccolta del guano prima, ed in seguito dall'introduzione a scopi commerciali del coniglio da parte del "re di Laysan" Max Schlemmer. I conigli si moltiplicarono a dismisura, distruggendo in breve tutta la vegetazione locale (eccetto il tabacco).
Le critiche sull'operato di Schlemmer ed il bracconaggio giapponese nella zona spinsero il presidente Theodore Roosevelt a dichiarare Laysan area protetta nel 1909.
Tuttavia, Schlemmer continuò a permettere che i giapponesi esportassero illegalmente ali d'uccello e perciò venne rimosso dall'isola: senza però il suo monitoraggio, i conigli iniziarono a moltiplicarsi a dismisura, riducendo l'isola ad una distesa sabbiosa.
Senza la forza compattante delle radici delle piante, bastava un po' di vento a scatenare spaventose tempeste di sabbia. Il risultato di questo disastro ambientale fu il calo della popolazione di uccelli del 90% nel 1923, quando l'ultimo coniglio morì di fame e la specie fu quindi sradicata dall'isola. Nel frattempo, però, si erano estinte numerose specie di piante e tre specie endemiche di uccelli.
L'isola è stata abitata in tempi recenti, durante le operazioni di estrazione del guano e d'introduzione dei conigli; attualmente, come la maggior parte delle Isole Sottovento hawaiiane, è disabitata e dal 1961 è protetta da una legge, per consentire alla vegetazione di un tempo di ritornare a crescere.
Recentemente, alcune ricerche archeologiche hanno ritrovato sul fondo della laguna centrale dell'isola dei resti di polpa di noce di cocco risalenti a 5.500-7.000 anni fa, il che ha aperto nuovi dibattiti sull'ipotesi che l'isola sia stata o meno abitata in tempi passati.
Prima di tutto, non vi è alcuna prova che il cocco abbia raggiunto le Hawaii al seguito dei viaggiatori polinesiani. Inoltre, non vi sono prove tangibili del passaggio di esseri umani sulle isole comprese fra Nihoa e Mokumanamana (Necker).
I racconti hawaiiani, tuttavia, narrano che gli abitanti delle isole erano a conoscenza delle "isole di nord-est", e quindi è possibile che qualcuno abbia visitato l'isola prima dell'arrivo degli europei.
L'Isola Laysan ospita una varietà di specie animali, tra cui numerosi uccelli marini, come: Albatros di Laysan (Phoebastria immutabilis), Fratino del Pacifico (Charadrius alexandrinus nivosus) e Fregata magnificens. Le acque circostanti sono anche un habitat importante per specie marine in pericolo di estinzione, come la foca monaca hawaiana (Neomonachus schauinslandi) e la tartaruga verde (Chelonia mydas).
L'accesso all'isola è strettamente regolamentato e riservato ai ricercatori scientifici.